# Etheostoma zonale
Etheostoma zonale és una espècie de peix de la família dels pèrcids i de l'ordre dels perciformes.

## Morfologia
Els adults poden assolir els 7,8 cm de longitud total.

## Distribució geogràfica
Es troba a Nord-amèrica.